# Brecha digital en Ecuador
La brecha digital en Ecuador se refiere a la desigualdad de distribución de recursos de tecnologías de la información y la comunicación (TIC), que consisten en las brechas digitales en Ecuador. En el índice de competitividad global (GCI) 2020 de Huawei, Ecuador se sitúa en el puesto 61.

## Antecedentes
En 2020, el porcentaje de hogares con acceso a Internet en este país fue del 53% a nivel nacional, con un 62% correspondiente al área urbana y un 35% a la rural. Además, el país cuenta con solo 1,2 millones de conexiones de fibra óptica. Ecuador es el país con mayor penetración de Internet en Latinoamérica, con el 81% de su población, seguido de Argentina con un 79% y luego Chile con un 77% de su población con acceso a Internet. En cuanto a la velocidad de su Internet, según un reporte del Speedtest Global Index con los datos del 2020, Ecuador se encuentra en el puesto 12, con 22,39 Megabits por segundo. En el ranking comparativo, Chile ocupa el primer puesto con un Internet fijo de 108.17 Mbps, seguido por Panamá con 90.9 Mbps y finalizando con Venezuela, con 3.5 Mbps. En contraste con los demás países de la región, Ecuador se ubica muy por debajo del promedio en términos de velocidad de conexión.

## Dimensiones

#### Brecha geográfica
Las diferencias socioeconómicas y geográficas, más la desigualdad de acceso y la diferencia en la calidad de servicios de Internet entre las distintas zonas, se han traducido en una brecha del 21%. En el área urbana, el 77% de las personas cuentan con Internet, mientras que en el área rural solo el 57% tiene acceso. En dichas zonas, se identifican faltas de infraestructura y de acceso a los recursos tecnológicos para alcanzar una mayor penetración, lo cual constituye un efecto negativo en la recepción de información y en el aprendizaje de sus habitantes. Como consecuencia, esta desigualdad en los sectores urbano-marginales y los bajos factores económicos aumentan el riesgo de perder las inversiones y oportunidades de empleo, en relación con los sectores que cuentan con una fuerza laboral más sofisticada. Dichas diferencias se identifican en el ámbito socioeconómico y en la capacidad de los habitantes para utilizar las TIC de forma eficaz, producto de los distintos niveles de alfabetización.

#### Brecha de género y analfabetismo digital
A nivel nacional, el analfabetismo digital es de un 10%, el cual considera a personas de entre 15 a 49 años, y se divide entre un 8% en el área urbana y un 17% en el área rural. Según sexo, en el área urbana el porcentaje de mujeres analfabetas digitales es de un 6%, mientras que el de los hombres es de un 5%. En el área rural, esta diferencia se profundiza con un 18% de las mujeres y un 13% de los hombres. Como resultado, principalmente para el grupo de mujeres, se traduce en menos ascenso social, un incremento de los índices de personas inmersas en la inequidad, más riesgos y un aumento en el desequilibrio social con oportunidades limitadas.

#### Brecha etaria
A nivel generacional, el grupo de personas mayores es el más aislado de las tecnologías digitales, lo que evidencia otra brecha importante en el país. En 2015, el uso de Internet entre las personas de 15 a 29 años fue casi nueve veces superior al de las personas mayores. La adaptación e inclusión de las innovaciones tecnológicas ha significado un desafío para quienes no nacieron en un mundo digital y provienen de un entorno cultural distinto. Tener acceso a los medios digitales puede tener un profundo impacto en la vida de las personas mayores, tanto para simplificar la realización de sus actividades cotidianas como para consultar, utilizar y compartir información. Sin una capacitación, y, por consiguiente, su inactividad en tecnologías digitales, las personas mayores no pueden hacer uso de las ventajas y herramientas que ofrece el entorno.

#### Brecha socioeconómica
En Ecuador, una suscripción mensual a Internet costaba un promedio de $31 dólares en 2020. Un hogar que ganase el salario mínimo, el cual era de $400 dólares mensuales, gastaría aproximadamente el 23% de sus ingresos para pagar los servicios de Internet, línea fija y teléfono móvil. En septiembre de 2020, el 23% de la fuerza laboral ganaba menos del salario mínimo. Este grupo de personas con bajos recursos económicos sufren de limitaciones para acceder a la información y carecen de las ventajas y herramientas que el área digital entrega.

## Iniciativas para reducir la brecha digital
El Gobierno de Ecuador, en 2020, desde el Ministerio de Telecomunicaciones y de la Sociedad de la Información, presentó su primera Agenda Digital. A través del MINTEL, se planteó trabajar en la implementación de soluciones de conectividad en todo el país, priorizando las zonas urbano-marginales y las zonas rurales que poseen escasa conectividad. Las estrategias a adoptar se basaron en fomentar el acceso y el uso de las redes de telecomunicación a través de la disminución de precios. También se buscó impulsar este tipo de servicios en casos de emergencia y de regulación en planes de contingencia.
Los grandes ejes de la Agenda Digital consisten en la mejora de la conectividad, la eficiencia de la administración pública con el fomento del Gobierno Digital, el desarrollo de una cultura digital que impulse la economía basada en tecnologías digitales y en la innovación para el uso de tecnologías emergentes. Con respecto a los avances en materia de infraestructura, entre las metas y compromisos expuestos en la agenda digital, con proyección a 2022, se encuentran: el incremento de la cobertura móvil en un 98%, alcanzar el 80% de cobertura móvil de tecnologías 4G y entregar cobertura a 219 de 221 cantones con fibra óptica troncal. Otros de los enfoques de la Agenda Digital consisten en impulsar el financiamiento público y privado para fomentar el desarrollo tecnológico, la innovación digital y el desarrollo de nuevos productos y servicios; fomentar y fortalecer el desarrollo de competencias y habilidades digitales de la ciudadanía; e impulsar el desarrollo de la industria y comercio aportando a mejorar la productividad y la competitividad del Ecuador.
Entre los programas que fomentan el desarrollo de conexión digital y combatir las brechas digitales, se contempla el proyecto gubernamental de "Dotación de servicios de telecomunicaciones de las zonas priorizadas - Familia Digital", cuyo plazo es de 33 meses, teniendo lugar entre diciembre de 2020 hasta agosto de 2023. El valor de la inversión total del proyecto a financiar es de USD 28.505.282,63. Los objetivos específicos del plan consisten en la implementación de puntos WiFi externos en espacios públicos, en instituciones educativas públicas y en instituciones públicas. Además de la entrega de equipamiento tecnológico como tablets para estimular el acceso a las TIC, dotar de Internet a través de planes de datos y fortalecer el desarrollo de las habilidades digitales en la población estudiantil.